# Baranów Sandomierski
Baranów Sandomierski là một thị trấn thuộc huyện Tarnobrzeski, tỉnh Podkarpackie ở đông-nam Ba Lan. Thị trấn có diện tích 9 km². Đến ngày 1 tháng 1 năm 2011, dân số của thị trấn là 1423 người và mật độ 156 người/km².